# Wolfgang Hofmann (Judoka)
Wolfgang Hofmann (* 30. März 1941 in Köln; † 12. März 2020 ebenda) war ein deutscher Judoka.

## Leben und Karriere
Wolfgang Hofmann wurde überraschend Gewinner der Silbermedaille im Judo-Mittelgewicht bei den Olympischen Spielen 1964 in Tokio. Damit war der Kölner der erste deutsche Judoka, der eine Medaille bei Olympischen Spielen gewann.
Im selben Jahr errang Hofmann auch die Judo-Vizeweltmeisterschaft im Halbmittelgewicht, ebenfalls in Tokio.
Er wurde zwischen 1965 und 1970 viermal Deutscher Judo-Meister; diese Titel gewann er in Esslingen am Neckar, Hamborn, Bochum und München.
Hinzu kamen elf Deutsche Judo-Meistertitel mit Mannschaften im Junioren- und Seniorenbereich.
1965 wurde Hofmann Europameister im Judo (Mittelgewicht). 1968 und 1969 gewann er mit der deutschen Mannschaft die Europameisterschaft.
Er absolvierte von 1961 bis 1963 ein Sprach- und Sportstudium in Japan. Hier entwickelten sich vor allem seine Ideen rund um den Judosport. Hofmann war Diplom-Sportlehrer und längere Zeit als Dozent an der Sporthochschule Köln tätig.
Wolfgang Hofmann war Mitglied des E.S.V.-Olympia Köln e. V., bis er lange Jahre der Inhaber des Kölner Judo-Traditionsvereins S.C. Bushido Köln war. Dieser Verein wurde am 1. Januar 2006 neu gegründet und in J.C. Bushido Köln Süd umbenannt.
Hofmann starb im März 2020 kurz vor Vollendung seines 79. Lebensjahres. Seine Grabstätte befindet sich auf dem Kölner Nordfriedhof.

## Einzelerfolge als Judoka
- 1964 Olympiazweiter in Tokio bis 80 kg
- 1964 Vize-Weltmeister in Tokio bis 80 kg[7]
- 1965 Deutscher Meister
- 1965 Europameister in Madrid bis 80 kg
- 1966 Deutscher Meister
- 1968 Europameister in Lausanne bis 80 kg
- 1969 Deutscher Meister in München bis 80 kg
- 1970 Deutscher Meister

## Erfolge mit der Judo-Nationalmannschaft
- 1968 Dritter Platz bei den Europameisterschaften in Lausanne
- 1969 Erster Platz bei den Europameisterschaften in Ostende

## Ehrungen
Wolfgang Hofmann wurde 1964 vom damaligen Bundespräsidenten Heinrich Lübke das Silberne Lorbeerblatt verliehen – die höchste sportliche Auszeichnung in der Bundesrepublik Deutschland.
Am 4. Juli 2007 wurde Hofmann der 8. Dan verliehen.